# Munib Maglajlić
Munib Maglajlić (24. března 1945 Banja Luka, Demokratická federativní Jugoslávie – 19. října 2015 Sarajevo, Bosna a Hercegovina) byl bosenskohercegovský pedagog a literární historik bosňáckého původu.

## Život
V rodném městě navštěvoval základní a střední školu a roku 1966 zde úspěšně absolvoval obor mateřský jazyk a literatura na Vyšší pedagogické škole. První stupeň vysokoškolského vzdělání získal roku 1970 na oboru dějiny jugoslávských literatur a srbochorvatský jazyk na Filozofické fakultě Univerzity v Sarajevu. Na Filozofické fakultě Univerzity v Záhřebu roku 1974 získal magisterský a roku 1980 doktorský diplom, přičemž obhájil magisterskou práci nazvanou Sevdalinka: Književnohistorijsko i književnoteorijsko određenje jednog kratkog usmenog oblika sa bosanskohercegovačkog prostora a dizertaci Književnohistorijsko i književnoteorijsko određenje muslimanske narodne balade.
Po celou dobu pracoval v Ústavu pro literaturu (založen 1966 a zrušen 1992). Od roku 1992 do svého penzionování (2010) přednášel na katedře jihoslovanských literatur na Filozofické fakultě Univerzity v Sarajevu. Dlouhodobě se zabýval studiem bosňácké lidové slovesnosti. Mezi lety 1994 a 2001 byl předsedou bosňáckého kulturního spolku Preporod (Obrození).
Maglajlić zemřel na srdeční zástavu 19. října 2015 v Sarajevu. Zádušní mše se uskutečnila 21. října v Gazi Husrev-begově mešitě. Tělesné ostatky byly uloženy na sarajevském hřbitově Ravne Bakije.
Jeho tetička Vadiha Maglajlić (1907–1943) za druhé světové války bojovala v řadách komunistických partyzánů a roku 1951 byla prohlášena za národního hrdinu Jugoslávie.

## Dílo
- Odnos pjesme i zbilje u sevdalinci (Vztah písně a skutečnosti v sevdalince, Sarajevo 1974), separát
- Bibliografija radova o narodnoj književnosti V (Bibliografie prací o lidové slovenosti V, autorem Munib Maglajlić, ed. Midhat Šamić, Sarajevo 1979)
- Književnoteorijsko određenje muslimanske narodne balade (Literárně teoretické vymezení muslimské lidové balady, Sarajevo 1980), upravená verze jako Muslimanska usmena balada (Muslimská ústní balada, Sarajevo 1985), poté jako Usmena balada Bošnjaka (Ústní balada Bosňáků, v rámci edice Bosňácká literatura ve 100 svazcích, Sarajevo 1995)
- Od zbilje do pjesme: ogledi o usmenom pjesništvu (Od skutečnosti k písni: úvahy nad ústní slovesností, Banja Luka 1983)
- Usmeno pjesništvo od stvaralaca do sakupljača (Ústní lidová slovesnost od tvůrců ke sběratelům, Tuzla 1989)
- Usmena lirska pjesma, balada i romansa (Ústní lyrická píseň, balada a romance, Sarajevo 1991)
- Bošnjačka usmena lirika (Bosňácká ústní lyrika, Sarajevo 2000, 2018)

Edice a výbory:
- Sa gornjeg čardaka: 120 pjesama iz zbirke Saliha Mešića (Z horního patra: 120 písní ze sbírky Saliha Mešiće, sebral Salih Mešić, ed. Munib Maglajlić a Smail F. Terzić, tešanj 1976)
- 101 sevdalinka (101 Sevdalinka, Mostar 1977, 1978, Gradačac 2010)
- Narodne pripovijetke (Lidová vyprávění, ed. Munib Maglajlić a Esma Smailbegović, Sarajevo 1978)
- Zbornik radova o Musi Ćazimu Ćatiću (Sborník prací o Musovi Ćazimu Ćatićovi, ed. Munib Maglajlić, Sarajevo 1980)
- Narodno blago (Lidová podkladnice, sebral Mehmed-beg Kapetanović Ljubušak, ed. Munib Maglajlić, Sarajevo 1987 a 1988, v rámci edice Bosňácká literatura ve 100 svazcích, 2003)
- Šaljive narodne priče (Veselá lidová vyprávění, Sarajevo 1989, 1991)
- Boj pod Banjomlukom godine 1737.: narodna pjesna (Boj pod Banja Lukou roku 1737, sebral Mehmed-beg Kapetanović Ljubušak, Sarajevo 1989, Banja Luka 2005)
- Zbornik radova o Mehmed-begu Kapetanoviću Ljubušaku (Sborník prací o Mehmed-begu Kapitanovićovi Ljubušakovi, ed. Munib Maglajlić, Sarajevo 1992)
- Basne i poslovice (Bajky a přísloví, sebral Mehmed-beg Kapetanović Ljubušak, ed. Munib Maglajlić, Sarajevo 1996, 1999)
- Antologija bošnjačke usmene lirike (Antologie bosňácké lidové lyriky, Sarajevo 1997)
- Bošnjačka književnost u književnoj kritici. Knj. 2, Usmena književnost (..., ed. Đenana Buturović a Munib Maglajlić, Sarajevo 1998)
- Pjesme; Prepjevi; Drame (Básně, Přebásnění, Dramata, autorem Safvet-beg Bašagić, v rámci edice Bosňácká literatura ve 100 svazcích, Sarajevo 1999)
- Andrić i Bošnjaci: zbornik radova, bibliografija (Andrić a Bosňáci: sborník prací, bibliografie, Tuzla 2000)
- Spomenica "Preporod" 1990–2000 (Pamětní kniha Preporodu, Sarajevo 2000)
- Pjesme (Básně, autorem Safvet-beg Bašagić, Sarajevo 1999)
- Sreća mladog Ljubovića: ljubavni roman iz 18. vijeka (Smrt mladého Ljuboviće: milsotný román z 18. století, autorem Husejn Đogo Dubravić, Gradačac 2005, v rámci edice Bosňácká literatura ve 100 svazcích, Sarajevo 2007)
- Banjalučke balade (Banjalucké balady, Banja Luka 2006)
- Vrline čestitih u Kur'anu (Přednosti crnostných v Koránu, přeložil z perštiny Sedad Dizdarević, ed. Munib Maglajlić, Sarajevo 2012)